# Personaggi dell'Universo espanso di Guerre stellari
Questa è la lista dei personaggi dell'Universo espanso di Guerre stellari, franchise di fantascienza creato da George Lucas come serie di film e ampliatosi a contenere serie televisive e film spin-off, romanzi, fumetti e videogiochi. 
La lista seguente contiene solo i personaggi esclusivi dell'Universo espanso e quindi esterni al canone ufficiale, mentre i personaggi ufficiali, alcuni dei quali fanno apparizioni anche di rilievo in questa continuity, sono elencati in personaggi di Guerre stellari. Per personaggi limitati a singole opere, invece, consultare personaggi di Star Wars Rebels, personaggi di Star Wars: Knights of the Old Republic e personaggi di Star Wars: The Clone Wars.

## A
- Abeloth è un'entità del lato oscuro nella serie di romanzi Fate of the Jedi. In origine era una donna mortale che si imbatté in alcune entità immortali della Forza ottenendo la vita eterna. Rinchiusa poi sul suo pianeta dalla stazione orbitante Centerpoint Station e dai buchi neri dell'ammasso Maw per millenni, Abeloth viene inavvertitamente liberata come conseguenza delle azioni di Darth Caedus nella serie Legacy of the Force. Tramite i suoi poteri, Abeloth semina il caos nella galassia e assume il controllo della Federazione Galattica e della tribù perduta dei Sith. Viene infine distrutta dagli sforzi combinati di Luke Skywalker e di Darth Krayt.

- Xiaan Amersu è una Jedi vissuta nel periodo delle guerre dei cloni e apparsa nelle serie a fumetti Star Wars: Republic e Star Wars: Jedi. Si sacrifica durante la battaglia di Saleucami per propiziare la vittoria della Repubblica[1].

- Nom Anor è uno yuuzhan vong inviato come agente e sabotatore nella galassia per preparare e facilitare l'invasione del suo popolo nel fumetto Star Wars: Crimson Empire. Con le sue macchinazioni si rende responsabile dei successi iniziali degli yuuzhan vong nella guerra. Tra i suoi contributi maggiori figura inoltre la creazione dell'organizzazione civile pro-yuuzhan vong chiamata Brigata della Pace. Durante il conflitto, nella serie The New Jedi Order, Anor pianifica diverse missioni e campagne, le quali tuttavia si concludono tutte con un esito alterno; infine, seguendo una falsa pista, cade in una trappola tesa dalla Repubblica, che porta all'annientamento di buona parte della flotta aliena. Screditato a causa dei suoi insuccessi, Anor si rifugia su Coruscant, dove guida un movimento eretico tra gli yuuzhan vong per deporre il comandante supremo Shimrra. In seguito alla resa degli yuuzhan vong, Anor viene catturato dai Jedi, ma preferisce morire nell'esplosione di una nave in avaria piuttosto che vivere un futuro incerto in una galassia pacificata[2].

- Attichitcuk è un anziano capitano wookiee padre di Chewbecca. Appare per la prima volta nel film televisivo The Star Wars Holiday Special e fa brevi comparse successive anche nel romanzo L'alba della ribellione, nel fumetto Star Wars: Chewbecca e nella serie The New Jedi Order[3].

## B
- Vodo-Siosk Baas è un Jedi krevaaki vissuto nel periodo della grande guerra Sith nella serie a fumetti Le cronache dei Jedi. È un eccellente creatore di spade laser e un maestro zelante per molti allievi Jedi, tra cui anche Exar Kun prima del suo passaggio al lato oscuro. Nell'intento di riportare il vecchio studente sulla retta via, Baas sfida Exar a duello, da cui esce sconfitto; prima di essere ucciso, tuttavia, il maestro profetizza il suo ritorno per sconfiggere Exar. Nella trilogia dell'Accademia Jedi, infatti, ambientata quattromila anni più tardi, lo spirito di Baas collabora con Luke Skywalker e gli apprendisti Jedi dell'accademia alla sconfitta del risorto spirito di Exar.

- Garm Bel Iblis è un senatore negli ultimi anni della Repubblica Galattica. Dopo l'instaurazione dell'Impero, Garm collabora con Bail Organa e Mon Mothma alla fondazione dell'Alleanza Ribelle, ma ne è poi escluso a causa di frizioni con Mothma. Negli anni successivi Garm continua a portare avanti la sua lotta contro l'Impero, ma al termine della battaglia di Endor decide di non unirsi alla Nuova Repubblica a causa della presenza di Mothma. I due mettono da parte le loro divergenze nella lotta contro il Grand'ammiraglio Thrawn nella trilogia di Thrawn, e Garm diventa uno dei leader più rispettati della Repubblica. In The New Jedi Order, dopo un suo iniziale allontanamento, Garm prende parte alle maggiori vittorie della Repubblica contro gli yuuzhan vong[4].

- Deliah Blue è una meccanica e cacciatrice di taglie compagna di Cade Skywalker e Jariah Syn nel fumetto Star Wars: Eredità[5].

- Brakiss è un apprendista Jedi che subisce un lavaggio del cervello da parte dell'Impero venendo corrotto dal lato oscuro della Forza nella serie Giovani cavalieri Jedi. Fonda quindi l'Accademia dell'Ombra, un centro di addestramento per Jedi Oscuri, da cui lancia attacchi alla Repubblica e all'ordine Jedi. Perisce nella distruzione dell'Accademia dell'Ombra da parte di agenti imperiali. Il suo addestramento Jedi viene mostrato nei romanzi The New Rebellion e Io, Jedi[6].

- Empatojayos Brand è un Jedi, apprendista di Yaddle nell'era della Vecchia Repubblica. Sopravvive alla grande purga Jedi, ma subisce gravi ferite da parte di Dart Fener; viene però salvato dai Ganathani, che gli donano un corpo da cyborg e lo nominano loro re. Nella serie a fumetti Star Wars: Dark Empire, Brand unisce le forze con Luke Skywalker per rispristinare l'ordine Jedi e combattere i cloni di Palpatine. Su Onderon si sacrifica per salvare il piccolo Anakin Solo e intercettare lo spirito dell'imperatore, impedendogli per sempre di riprendere un corpo tangibile.

## C
- Zayne Carrick è un apprendista Jedi protagonista della serie a fumetti Knights of the Old Republic. Viene incastrato per gli omicidi di alcuni suoi compagni padawan commessi dai loro stessi maestri e costretto a darsi alla fuga, ma in seguito la verità viene a galla e Carrick è assolto da tutte le accuse. Dopo essere promosso al rango di cavaliere Jedi partecipa alle guerre mandaloriane.

- Jorus C'baoth è un Jedi della Vecchia Repubblica che organizza e guida il progetto Outbound Flight con l'obiettivo di cercare altre specie sensibili alla Forza al di fuori della galassia. Giunta nelle Regioni Ignote, la nave di Jorus viene fermata da Thrawn; nel mentre, il Jedi cede al lato oscuro e alla pazzia, tentando di strangolare il chiss, ma è ucciso dalla sua padawan. Palpatine, che in precedenza aveva prelevato un campione di sangue da Jorus, lo fa poi clonare generando Joruus C'baoth. Jorus viene menzionato per la prima volta nella trilogia di Thrawn, mentre la sua storia è esplorata nel dettaglio nel romanzo Outbound Flight.

- Joruus C'baoth è un clone di Jorus C'baoth generato da Palpatine per essere usato come guardiano del magazzino imperiale di Wayland. È uno dei principali antagonisti nella trilogia di Thrawn. Il Grand'ammiraglio Thrawn lo recluta inizialmente per sfruttare i suoi poteri Jedi nell'attacco alla Nuova Repubblica, ma avvertendo la pericolosità e megalomania del clone impazzito, lo imprigiona su Waylan, dove Joruus è infine ucciso da Mara Jade[7].

- Tycho Celchu è un pilota imperiale disertore che passa dalla parte dell'Alleanza Ribelle e si unisce al Rogue Squadron, dove serve come vicecomandante sotto Wedge Antilles nella serie a fumetti Star Wars: X-wing Rogue Squadron e nei romanzi Star Wars: X-wing. Tycho viene catturato da Ysanne Isard e imprigionato nella nave-prigione Lusankya, dove resiste a un tentativo di lavaggio del cervello riuscendo infine a evadere. In seguito partecipa a numerose missioni, tra cui la liberazione di Coruscant e la sconfitta di Ysanne Isard. Durante la guerra degli yuuzhan vong in The New Jedi Order, Tycho viene promosso generale della Nuova Repubblica, mentre in Legacy of the Force e Fate of the Jedi si ritira dal servizio in prima linea e funge da istruttore delle nuove leve.

- Tsui Choi è un Jedi aleena vissuto negli ultimi anni della Repubblica e apparso nei fumetti Jedi Council: Acts of War, Star Wars: Republic e Star Wars: Jedi. Partecipa alle guerre dei cloni sopravvivendo la grande purga Jedi, ma in Star Wars: Purge viene ucciso su Kessel da Dart Fener insieme ad altri Jedi scampati al massacro.

- Bruck Chun è un apprendista Jedi e rivale di Obi-Wan Kenobi nella serie di romanzi Star Wars: Apprendista Jedi. Sotto l'influenza di Xanatos, Bruck cede al lato oscuro e assiste il Jedi Oscuro nell'infiltrazione del tempio Jedi, durante la quale cade da un cornicione perdendo la vita.

- Cilghal è un'ambasciatrice e in seguito senatrice mon calamari della Nuova Repubblica, nipote dell'Ammiraglio Ackbar. Nella trilogia dell'Accademia Jedi aiuta la Principessa Leila a localizzare suo zio Ackbar e, durante la missione, Leila la identifica come sensibile alla Forza e la incoraggia a intraprendere la via Jedi. Cilghal svolge quindi il suo addestramento come curatrice ed è tra i primi adepti a raggiungere il grado di cavaliere Jedi. Compare in seguito nelle serie Giovani cavalieri Jedi, The New Jedi Order e nella trilogia Dark Nest, in cui viene eletta nel consiglio Jedi, ruolo che ricopre anche in Legacy of the Force e Fate of the Jedi.

- Pash Cracken è il figlio di Airen Cracken. Viene infiltrato da piccolo nell'accademia imperiale e, dopo aver completato l'addestramento, diserta in favore dell'Alleanza Ribelle. In Star Wars: X-wing entra a far parte del Rogue Squadron, con il quale affronta varie missioni. In The New Jedi Order, Pash viene catturato dagli yuuzhan vong e condotto su Coruscant per essere sacrificato agli dei. Durante l'attacco dell'Alleanza Galattica al pianeta, Cracken viene liberato e collabora all'assedio della cittadella nemica[8].

- Shoaneb Culu è una Jedi miraluka nel periodo della grande guerra Sith ne Le cronache dei Jedi. Inizia il suo addestramento sotto Vodo-Siosk Baas con l'idea di aprire un'accademia Jedi sul suo pianeta e portare le conoscenze Jedi al suo popolo, già naturalmente sensibile alla Forza. Partecipa all'insurrezione naddista e alla guerra contro i Sith, e muore quando Aleema Keto fa esplodere una supernova nella battaglia di Kemplex IX.

## D
- Natasi Daala è una soldatessa imperiale che fa carriera sotto il Grand Moff Tarkin fino a raggiungere il grado di ammiraglio. Nella trilogia dell'Accademia Jedi e ne L'arma segreta effettua un colpo di Stato, uccidendo i signori della guerra e riunendo l'Imperial Remnant sotto il suo comando; lancia quindi un attacco alla Nuova Repubblica, che tuttavia fallisce, spingendola a ritirarsi. Riappare nelle serie Legacy of the Force e Fate of the Jedi, in cui al termine della seconda guerra civile galattica viene eletta capo di Stato dell'Alleanza Galattica, ma i suoi metodi cruenti le attirano le antipatie del popolo e dei Jedi, ed è infine rovesciata tramite un colpo di Stato[9].

- Gavin Darklighter è un pilota del Rogue Squadron e cugino di Biggs Darklighter nella serie Star Wars: X-wing. Nonostante la sua giovane età e relativa inesperienza, si distingue in varie missioni, tra cui le campagne per riconquistare Coruscant e sconfiggere Zsinj. Dopo il ritiro di Wedge Antilles in The New Jedi Order, Gavin ottiene il comando del Rogue Squadron e lo guida durante la guerra degli yuuzhan vong. Al termine del conflitto passa al servizio della flotta dell'Alleanza Galattica, scalandone i ranghi nella trilogia Dark Nest e nelle serie Legacy of the Force e Fate of the Jedi.

- Il generale Evir Derricote è un ufficiale dell'Impero Galattico specializzato nella ricerca scientifica. È responsabile della creazione di svariate armi chimiche e batteriologiche, tra cui il virus Krytos per conto di Ysanne Isard nella serie di romanzi Star Wars: X-wing. Derricote delude tuttavia le aspettative del suo superiore e viene imprigionato sulla nave-prigione Lusankya, morendo durante l'evasione di Corran Horn.

- Nelani Dinn è una Jedi stanziata sul pianeta Lorrd nella serie di romanzi Legacy of the Force. Tenta di fermare Lumiya dal corrompere Jacen Solo al lato oscuro, ma giunge troppo tardi, e, sotto l'influenza della Sith, Jacen la pugnala a morte.

- Il Grand Moff Disra è il responsabile del settore Braxant dell'Imperial Remnant e l'antagonista principale della serie La mano di Thrawn.

- Teneniel Djo è una strega di Dathomir e madre di Tenel Ka. Appare nelle serie Giovani cavalieri Jedi e The New Jedi Order.

- Tott Doneeta è un apprendista Jedi di Arca Jeth nella serie a fumetti Le cronache dei Jedi. Possiede l'abilità innata di capire e comunicare con gli animali. Interviene al fianco dei Jedi per sedare l'insurrezione naddista e per contrastare i Sith nella grande guerra Sith.

- Il capitano Dorja è l'ufficiale imperiale a comando della nave Relentless. Conosciuto per la sua condotta cauta, Dorja sopravvive la battaglia di Endor, ma in seguito si pone in contrasto con il Grand'ammiraglio Thrawn e Gilad Pellaeon e viene messo ai margini della flotta nella trilogia di Thrawn e nella serie La mano di Thrawn.

- Dorsk 81 è uno degli 83 cloni della dinastia Dorsk. Sentendosi un fallimento per la sua capacità di percepire la Forza, Dorsk cerca consiglio presso Luke Skywalker e in seguito diventa uno dei primi allievi della rinata accademia Jedi nella trilogia dell'Accademia Jedi. Compare in Io, Jedi e L'arma segreta, in cui si sacrifica per difendere l'accademia da un attacco di Natasi Daala.

- Lucien Draay è un Jedi maestro di Zayne Carrick nella serie a fumetti Knights of the Old Republic. Sulla base di una profezia che affermava che un padawan avrebbe portato alla rovina l'ordine Jedi, Draay ordina quindi il massacro degli allievi, facendo poi ricadere la colpa sull'unico sopravvissuto: Zayne Carrick. Draay organizza quindi una vasta caccia all'uomo, che presto lo ossessiona completamente. Quando però Haazen rivela di essere stato l'artefice della visione per destabilizzare l'ordine, Draay unisce le forze con Carrick per sconfiggerlo. Creduto morto nello scontro, Draay si ritira nell'Orlo Esterno e fonda un ordine di sensitivi per vegliare sulla galassia.

- Durge è un cacciatore di taglie gen'dai. Vive una vita lunga e tumultuosa, che lo porta ad affrontare numerose situazioni mortali, a cui sopravvive grazie alle caratteristiche della sua razza e alla sua armatura ma che ne minano la sanità mentale. Animato da un forte odio nei confronti dei mandaloriani, Durge viene reclutato dalla Confederazione dei Sistemi Indipendenti per affrontare i cloni del mandaloriano Jango Fett nelle serie Star Wars: Republic e Star Wars: Clone Wars. Nel fumetto Star Wars: Obsession muore quando Anakin Skywalker lo fa schiantare su una stella[10].

- Kyp Durron è uno dei primi studenti dell'accademia Jedi di Luke Skywalker nella trilogia dell'Accademia Jedi. Il suo odio nei confronti dell'Impero viene incanalato dallo spirito di Exar Kun per attirarlo progressivamente al lato oscuro nel romanzo Io, Jedi. La sua defezione e successiva redenzione sono il fattore scatenante per convincere Luke a fondare il nuovo ordine Jedi, di cui Kyp entra a far parte in The New Jedi Order. Ricopre un ruolo di rilievo nel consiglio Jedi durante la guerra degli yuuzhan vong e nelle serie successive Legacy of the Force e Fate of the Jedi, sostenendo, a dispetto di Luke, che l'ordine debba godere di maggiore libertà di azione senza rendere conto del suo operato all'Alleanza Galattica[11].

## E
- Juno Eclipse è un'ufficiale imperiale di grande talento che arriva a servire alle dipendenze dirette di Dart Fener. Nella serie Star Wars - Il potere della Forza conosce e collabora con Galen Marek, prima in missioni per conto dell'Impero e in seguito dalla parte dell'Alleanza Ribelle[12].

- Bant Eerin è una mon calamari amica d'infanzia di Obi-Wan Kenobi nella serie di romanzi Star Wars: Apprendista Jedi. Kit Fisto la sceglie come apprendista dopo che il suo primo maestro, Tahl, viene ucciso. Partecipa alle guerre dei cloni, rimanendo uccisa durante la grande purga Jedi.

## F
- Keyan Farlander è un pilota dell'Alleanza Ribelle durante la guerra civile galattica. Sebbene il personaggio non venga mai chiamato per nome, è stato successivamente identificato nella guida ufficiale come il protagonista del videogioco Star Wars: X-Wing. In The New Jedi Order Farlander è diventato un Jedi e partecipa alla guerra degli yuuzhan vong in qualità di generale.

- Jagged Fel è un militare imperiale che collabora con la Repubblica nella guerra contro gli yuuzhan vong in The New Jedi Order, durante la quale avvia una relazione con Jaina Solo. Nella trilogia Dark Nest guida i chiss nella guerra contro i killik, e in seguito si riunisce a Jaina e a Zekk nel dare la caccia ad Alema Rar. Nella serie Legacy of the Force, Fel si schiera coi Jedi per contrastare Darth Caedus e, durante i successivi negoziati di pace, su richiesta di Luke Skywalker viene eletto capo di Stato dell'Imperial Remnant. In Fate of the Jedi sposa Jaina, e ricopre in seguito il ruolo di imperatore, dando avvio alla dinastia Fel nel fumetto Star Wars: Eredità.

- Borsk Fey'lya è un diplomatico bothan introdotto nella trilogia di Thrawn. Dopo la caduta dell'Impero, Borsk diventa un consigliere di Mon Mothma per poi acquistare sempre più potere fino a succedere alla Principessa Leila come capo di Stato della Nuova Repubblica. In The New Jedi Order fa esplodere il suo palazzo per uccidere migliaia di guerrieri yuuzhan vong, perendo nel processo[13].

## G
- Il capitano-supervisore Grammel è l'ufficiale incaricato di dirigere le miniere coloniali imperiali di Circarpous V nel romanzo La gemma di Kaiburr. Si mostra inefficiente nel tentativo di cattura di Luke Skywalker e della Principessa Leila e viene giustiziato da Dart Fener a causa del suo fallimento[14].

## H
- A'Sharad Hett è il figlio del Jedi Sharad Hett nella serie a fumetti Star Wars: Republic. Dopo che il padre viene ucciso da Aurra Sing, Hett ottiene la sua vendetta sconfiggendo la cacciatrice di taglie, e diviene poi il padawan di Ki-Adi-Mundi e An'ya Kuro. Partecipa come Jedi alle guerre dei cloni ed è tra i pochi a sopravvivere alla grande purga Jedi. In Star Wars: Eredità viene rivelato che negli anni successivi Hett cede al lato oscuro sotto gli insegnamenti di XoXaan e le torture degli yuuzhan vong. Proclamatosi signore oscuro dei Sith con il nome di Darth Krayt, trascorre il secolo successivo a rifondare nell'ombra il culto One Sith, abolendo la regola dei due per concentrare il potere in un unico potente signore oscuro a capo di intere legioni di adepti. Intorno al 130 ABY i Sith sotto il suo comando si palesano e sconfiggono la Federazione Galattica e l'Impero Fel. Krayt regna sulla galassia per sette anni, sopravvivendo anche un tentativo di assassinio da parte di Darth Wyyrlok. Durante la battaglia di Coruscant viene infine ucciso da Cade Skywalker.

- Corran Horn è un pilota corelliano che entra a far parte del Rogue Squadron in seguito alla battaglia di Endor. È protagonista della serie Star Wars: X-wing, che racconta le sue avventure. Quando sua moglie Mirax Terrik viene rapita nel romanzo Io, Jedi, Corran abbraccia la sua eredità Jedi per liberarla, e in seguito entra a far parte dell'ordine di Luke Skywalker. In The New Jedi Order partecipa alla guerra degli yuuzhan vong, in cui sconfigge il comandante Shedao Shai. Viene poi eletto nel consiglio Jedi, ruolo che riveste nella trilogia Dark Nest e nelle serie Legacy of the Force e Fate of the Jedi[15].

## I
- Ikrit è un Jedi dall'aspetto di un piccolo quadrupede dal pelo bianco, allenato da Yoda al tempo della Vecchia Repubblica. Incapace di completare una missione, Ikrit si autoesilia per quattrocento anni, fino a quando non viene ritrovato da Anakin Solo nella serie Junior Jedi Knights. Nella serie The New Jedi Order viene ucciso dalla Brigata della Pace per permettere ad Anakin e Tahiri Veila di fuggire dall'accademia Jedi.

- Ysanne Isard è la direttrice dell'intelligence e in seguito comandante dell'Impero Galattico alla morte di Palpatine nella serie di romanzi Star Wars: X-wing. Dopo la battaglia di Thyferra viene creduta morta, ma ritorna nel romanzo Isard's Revenge, in cui è uccisa da Iella Wessiri[16].

## J
- Mara Jade è la Mano dell'Imperatore nella trilogia di Thrawn. In seguito si innamora e sposa Luke Skywalker e diventa un membro di riferimento del nuovo ordine Jedi. Dalla loro unione nasce Ben Skywalker. Nella serie Legacy of the Force, Mara viene uccisa da Darth Caedus[17].

- Shimrra Jamaane è il signore supremo degli yuuzhan vong, in realtà una marionetta nelle mani di Onimi, nella serie The New Jedi Order. Guida il suo popolo alla conquista della galassia, stabilendo il suo quartier generale su Coruscant, rinominato Yuuzhan'tar. Messo alle strette dal contrattacco dell'Alleanza Galattica, Shimrra è infine ucciso da Luke Skywalker.

- Sian Jeisel è una Jedi devaroniana vissuta durante le guerre dei cloni. Convinta dell'inutilità del conflitto, si rifiuta inizialmente di prendervi parte, ma viene poi convinta da Mace Windu a intervenire. Si sacrifica poi durante la grande purga Jedi per salvare un gruppo di accoliti Jedi. Compare nei fumetti Star Wars: Jedi, Star Wars: Republic e Star Wars: Dark Times.

- Arca Jeth è un Jedi, maestro di Ulic Qel-Droma, Cay Qel-Droma e Tott Doneeta nella serie Le cronache dei Jedi. È conosciuto per la sua forza e saggezza e per essere uno dei primi utilizzatori della meditazione da battaglia, tecnica che dona morale ai propri alleati gettando i nemici nella disperazione. Interviene insieme ai suoi discepoli per fermare la guerra civile su Onderon. In seguito viene ferito da droidi Krath durante un'assemblea Jedi e muore tra le braccia di Ulic mentre il suo spirito diventa uno con la Forza.

## K
- Tenel Ka è una Jedi hapan figlia di Teneniel Djo. Stringe amicizia con Jacen e Jaina Solo durante il loro addestramento all'accademia Jedi nella serie Giovani cavalieri Jedi. Nella guerra degli yuuzhan vong in The New Jedi Order, Tenel entra a far parte della squadra Myrkr, specializzata nel dare la caccia ai voxyn. Nella trilogia Dark Nest Tenel concepisce con Jacen Allana Solo e, dopo il passaggio del giovane al lato oscuro in Legacy of the Force, la affida ai nonni Ian e Leila Solo per proteggerla.

- Tamith Kai è una strega di Dathomir che si unisce a Brakiss come insegnante e vicecomandante dell'Accademia dell'Ombra nella serie Giovani cavalieri Jedi. Durante l'attacco all'accademia Jedi, Tamith precipita in un fiume durante il duello con Tenel Ka, rimanendo uccisa.

- Talon Karrde è un contrabbandiere a capo di una propria organizzazione, di cui fa parte anche Mara Jade, stanziata su Myrkr negli anni seguenti alla caduta dell'Impero. Nonostante i suoi traffici e il suo oscuro passato, è una persona onesta e rispettabile. Nel 9 ABY nella trilogia di Thrawn stringe degli accordi col Grand'ammiraglio Thrawn per la fornitura di ysalamiri, ma in seguito tradisce l'Impero, aiutando Luke a evitare la cattura, consegnando alla Nuova Repubblica il segreto della flotta Katana, e riunendo una schiera di contrabbandieri nella lotta contro Thrawn. Negli anni successivi Karrde continua a collaborare con la Repubblica e con i Jedi, in particolare in The New Jedi Order, in cui riesuma la coalizione di contrabbandieri per contrastare gli yuuzhan vong e favorisce l'elezione di Cal Omas a capo di stato[18].

- Kyle Katarn è il protagonista della serie di videogiochi Star Wars: Jedi Knight, un agente imperiale passato dalla parte dell'Alleanza Ribelle per la quale svolge numerose missioni. Dopo aver scoperto la sua sensibilità alla Forza, Kyle inizia il suo addestramento Jedi in The New Jedi Order e in seguito arriva a ricoprire la carica di membro del consiglio Jedi nelle serie Legacy of the Force e Fate of the Jedi[19].

- Ken è il figlio di Triclops e della principessa Jedi Kendalina, e il protagonista della serie di romanzi Jedi Prince. Viene cresciuto e addestrato nella Città Perduta degli Jedi per i primi dodici anni della sua vita, prima di essere scoperto da Luke Skywalker che lo fa entrare nell'Alleanza Ribelle.

- Aleema e Setal Keto sono due cugini fondatori della setta Sith Krath nel fumetto Le cronache dei Jedi. I due lanciano un'offensiva al sistema Empress Teta, che li mette in contrasto con l'ordine Jedi. Quando Ulic Qel-Droma si infiltra nella setta nel tentativo di distruggerla dall'interno, Aleema lo seduce al lato oscuro, architettando la morte di Setal e offrendogli la sua posizione come leader di Krath. Insieme a Ulic ed Exar Kun, Aleema muove guerra alla Repubblica e ai Jedi, ma in seguito tradisce Ulic e lo consegna al nemico. In seguito usa i suoi poteri per far esplodere una supernova nella battaglia di Kemplex IX, perendo nello scoppio.

- Vestara Khai è una Sith nella serie di romanzi Fate of the Jedi. Insieme al suo popolo collabora con i Jedi a combattere Abeloth; durante la missione conosce e si innamora di Ben Skywalker, arrivando anche a tradire i Sith per lui. In seguito però il lato oscuro la porta a tradire tutti e fuggire.

- K'Kruhk è un Jedi whiphid attivo durante le guerre dei cloni. Appare per la prima volta nei fumetti Jedi Council: Acts of War, Star Wars: Jedi e Star Wars: Republic e nella serie televisiva Star Wars: Clone Wars. Sopravvive la Grande Purga Jedi e trascorre gli anni seguenti nascosto, fino a quando si unisce al nuovo ordine Jedi e diventa membro del consiglio Jedi. Nella serie a fumetti Star Wars: Eredità, K'Kruhk promuove un'alleanza tra Jedi, Alleanza Galattica e Impero Fel, contro il nemico comune Darth Krayt e il nuovo ordine Sith[20].

- Exar Kun è un Jedi convertitosi al lato oscuro e diventato signore oscuro dei Sith nell'epoca della Vecchia Repubblica. Nella serie a fumetti Le cronache dei Jedi fa scattare la grande guerra Sith, infliggendo gravi perdite ai Jedi e alla Repubblica Galattica, prima di sigillare il proprio spirito in un tempio massassi di Yavin IV. Il suo spirito rimane dormiente per quattromila anni, fino a quando su Yavin IV viene fondato il Praxeum di Luke Skywalker, che Kun minaccia con la sua presenza oscura. Nella trilogia dell'Accademia Jedi Kun possiede Kyp Durron, prima di essere allontanato definitivamente grazie agli sforzi combinati di Luke e degli allievi dell'accademia. Il personaggio è stato introdotto per la prima volta in forma di spirito nella trilogia dell'Accademia Jedi da Kevin J. Anderson; il suo passato è stato poi approfondito ne Le cronache dei Jedi, scritto da Tom Veitch e dallo stesso Anderson[21].

- An'ya Kuro, rinominatasi Dark Woman, è una Jedi che serve l'ordine durante le guerre dei cloni nelle serie Star Wars: Republic e Star Wars: Jedi. Allena diversi padawan, tra cui Aurra Sing e A'Sharad Hett. Per sfuggire alla grande purga Jedi, si rifugia su Cophrigin V, ma è scoperta e uccisa in combattimento da Dart Fener.

## L
- Tsavong Lah è un signore della guerra yuuzhan vong durante l'invasione della galassia nella serie The New Jedi Order. Guida il suo popolo in alcune importanti vittorie, ma finisce per intestardirsi in missioni dispendiose e in una vendetta privata contro i Jedi e in particolare contro i gemelli Jacen e Jaina Solo. Attirato in una trappola su Ebaq IX insieme al grosso del suo esercito, Tsavong Lah viene infine ucciso in combattimento da Jaina[22].

- Elscol Loro è la leader del movimento di resistenza di Cilpar. Nella serie a fumetti Star Wars: X-wing Rogue Squadron, Elscol entra a far parte del Rogue Squadron ma viene in seguito allontanata a causa della sua insubordinazione. Torna a collaborare con il Rogue Squadron nel romanzo Star Wars: X-wing: The Bacta War, in cui aiuta a liberare il pianeta Thyferra dalle grinfie di Ysanne Isard.

- Lowbacca è un Jedi wookiee, nipote di Chewbecca. Inizia il suo addestramento in Giovani cavalieri Jedi, dove stringe amicizia con Jacen e Jaina Solo. Partecipa alla guerra degli yuuzhan vong nella serie The New Jedi Order e fa altre apparizioni nella trilogia Dark Nest e nelle serie di romanzi Legacy of the Force e Fate of the Jedi.

- Lumiya è un agente imperiale introdotta nella serie a fumetti Star Wars durante gli anni dell'Impero Galattico. Una missione di infiltrazione all'interno delle file dell'Alleanza Ribelle per uccidere o danneggiare Luke Skywalker la lascia sfigurata e moribonda, ma viene salvata da Dart Fener e rimessa in sesto grazie a delle protesi cibernetiche. Addestrata da Fener nell'uso della Forza, alla morte del suo mentore Lumiya abbandona il suo vecchio nome Shira Brie e si dichiara signora oscura dei Sith. Nella serie di romanzi Legacy of the Force, Lumiya converte Jacen Solo al lato oscuro e ne diventa la maestra. In seguito viene uccisa in combattimento da Luke.

## M
- M-3PO è un droide protocollare assegnato al Rogue Squadron nella serie di romanzi Star Wars: X-wing e in Io, Jedi.

- Galen Marek è l'apprendista segreto di Dart Fener sotto il nome di Starkiller nella serie Star Wars - Il potere della Forza. Viene incaricato da Palpatine e Fener di eliminare tutti i Jedi sopravvissuti all'Ordine 66 e coloro che si ribellano all'Impero Galattico[23].

- Callista Ming è una Jedi sopravvissuta alla grande purga Jedi come fantasma senza corpo legato al computer di bordo della nave Occhio di Palpatine. Trent'anni dopo, nel romanzo La stirpe dei cavalieri Jedi, Luke Skywalker collabora con lei alla distruzione della nave. Durante la missione i due si innamorano e, poco prima della distruzione della nave, lo spirito di Callista si trasferisce nel corpo di Cray Mingla, la quale si sacrifica per distruggere la superarma, donando a Callista un corpo ma facendole perdere il contatto con la Forza. Nelle intenzioni degli autori Callista sarebbe dovuta diventare la compagna definitiva di Luke, ma venne eclissata dalla popolarità di Mara Jade[24]. Callista compare ancora ne L'arma segreta e Planet of Twilight prima di uscire di scena.

## N
- Freedon Nadd è un Jedi corrotto dal lato oscuro e diventato un signore oscuro dei Sith nella serie Le cronache dei Jedi. Su Yavin IV diventa allievo dello spirito di Naga Sadow, completando il suo addestramento e aumentando le sue conoscenze. In seguito si reca a Onderon, dove insegna agli abitanti del pianeta l'uso della magia Sith, sperando di stabilire un nuovo Impero Sith. Sconfitto infine dai Jedi, Nadd riesce a preservare la sua anima dentro un artefatto Sith e la sua presenza oscura continua ad aleggiare sul pianeta. Quattrocento anni più tardi, Nadd diviene il maestro di Exar Kun, portandolo verso il lato oscuro; il suo allievo ne distrugge infine lo spirito ergendosi a nuovo signore oscuro.

- Darth Nihl è un guerriero nagai braccio destro di Darth Krayt nel fumetto Star Wars: Eredità. Guida l'assalto al tempio Jedi di Ossus, durante il quale ferisce Wolf Sazen e uccide Kol Skywalker. In seguito alla morte di Krayt e alla dissoluzione del suo impero, Nihl assume il comando dei superstiti Sith.

## O
- Odan-Urr è un Jedi apprendista di Ooroo nella serie a fumetti Le cronache dei Jedi. Partecipa alla grande guerra iperspaziale, durante la quale si appropria di un holocron appartenuto a Naga Sadow e lo porta a Ossus dove fonda una biblioteca Jedi. Dedica il resto della sua lunga vita allo studio e allo sviluppo del codice Jedi, prima di essere assassinato da Exar Kun.

- Ferus Olin è un apprendista Jedi rivale di Anakin Skywalker nella serie Jedi Quest. Nella serie di romanzi The Last of the Jedi, Olin si unisce a Obi-Wan Kenobi per cercare i loro compagni sopravvissuti alla grande purga Jedi. In seguito entra a far parte dell'Alleanza Ribelle e muore per mano di Dart Fener durante una missione.

- Cal Omas è un politico eletto capo di Stato della Nuova Repubblica durante la guerra degli yuuzhan vong nella serie The New Jedi Order. Al termine del conflitto, Cal è tra i promotori della trasformazione della Repubblica nell'Alleanza Galattica, che guida per alcuni anni durante la trilogia Dark Nest e la serie Legacy of the Force, cercando a fatica di mantenere la pace. Si suicida sulla spada laser di Ben Skywalker per non far saltare la copertura del giovane Jedi e dargli modo di sconfiggere Jacen Solo.

- Granta Omega è il figlio del Jedi Oscuro Xanatos e uno degli avversari principali nella serie di romanzi Jedi Quest. Giura vendetta nei confronti dei Jedi accusandoli della morte del padre, sviluppando in particolare una forte rivalità con Obi-Wan Kenobi, affrontandolo numerose volte in combattimento prima di essere ucciso da questi su Korriban.

- Onimi è uno yuuzhan vong che controlla il signore supremo Shimrra Jamaane, risultando così il vero leader del suo popolo. Viene ucciso da Jacen Solo durante la battaglia di Yuuzhan'tar, mettendo così fine alla guerra.

- Jan Ors è una spia proveniente da Alderaan che fa il doppio gioco per conto dell'Alleanza Ribelle nella serie di videogiochi Star Wars: Jedi Knight. È lei a persuadere Mon Mothma a ingaggiare Kyle Katarn tra le file ribelli e in seguito collabora con lui a svariate missioni legandosi sentimentalmente a lui. Continua il suo lavoro per la Nuova Repubblica prima e l'Alleanza Galattica poi entrando a far parte dell'organizzazione di intelligence Alpha Blue. È interpretata da Angela Harry in Star Wars: Jedi Knight: Dark Forces II e doppiata da Julie Eccles in Star Wars: Dark Forces e da Vanessa Marshall in Star Wars: Jedi Knight II: Jedi Outcast.

## P
- Gilad Pellaeon è un ufficiale imperiale che serve come vicecomandante del Grand'ammiraglio Thrawn nella trilogia di Thrawn. Dopo la morte di Thrawn, Gilad si ritira con il resto dell'esercito nelle Regioni Ignote, da dove partecipa a numerose schermaglie contro la Nuova Repubblica agli ordini di vari ufficiali e signori della guerra che si succedono alla guida dell'Impero. Eletto infine comandante supremo, Gilad promuove un trattato di pace tra la Repubblica e l'Imperial Remnant, che pone fine alla guerra civile galattica. Durante la guerra degli yuuzhan vong nella serie The New Jedi Order, sfrutta la lealtà della flotta imperiale nei suoi confronti per prevaricare il consiglio dei Moff e schierarsi con l'Alleanza Galattica contro gli invasori, riportando alcune importanti vittorie. Al termine del conflitto Gilad si ritira da tutte le responsabilità militari e politiche, ma in seguito alla morte di Sien Sovv riprende temporaneamente il servizio come comandante supremo delle forze dell'Alleanza Galattica nella trilogia Dark Nest e nella serie Legacy of the Force. Tornato alla guida dell'Imperial Remnant, Gilad viene infine ucciso da Tahiri Veila al suo rifiuto di sostenere Darth Caedus nella seconda guerra civile galattica[25].

- Lomi Plo è una strega di Dathomir e Sith durante la guerra degli yuuzhan vong. Nella trilogia Dark Nest, Lomi fonda un nido degreto di killik e scatena la guerra tra gli insettoidi, i chiss e i Jedi. Al termine del conflitto viene uccisa in combattimento da Luke Skywalker.

## Q
- Q'anilia è una Jedi miraluka nella serie a fumetti Knights of the Old Republic. È tra i veggenti responsabili del massacro compiuto ai danni dei padawan e in seguito collabora con Lucien Draay alla cattura di Zayne Carrick.

- Cay Qel-Droma è un Jedi vissuto durante la grande guerra Sith e istruito insieme al fratello Ulic Qel-Droma dal maestro Arca Jeth nella serie a fumetti Le cronache dei Jedi. Durante il conflitto, affronta suo fratello Ulic, passato al lato oscuro, e rimane ucciso; un atto che riempie Ulic di rimorso e che è la causa scatenante del suo abbandono dei Sith.

- Ulic Qel-Droma è un Jedi fratello di Cay Qel-Droma nella serie a fumetti Le cronache dei Jedi. Viene addestrato da Arca Jeth insieme al fratello e a Tott Doneeta. I tre vengono inviati in missione su Onderon per porre fine alla guerra civile e all'insurrezione naddista. In seguito Ulic e Nomi Sunrider si recano sul sistema Empress Teta per indagare sulla setta Sith Krath, e Ulic viene ferito da una scheggia avvelenata che lo fa derivare progressivamente verso il lato oscuro. Durante la successiva infiltrazione nella setta, Ulic perde quindi di vista il suo vero obiettivo, e si allea con i Sith e Exar Kun nel muovere guerra alla Repubblica e ai Jedi. Sul finire del conflitto, Ulic affronta e uccide il fratello Cay, atto che lo getta nella disperazione e nel rammarico, prima che Nomi usi i suoi poteri per tagliare la sua connessione con la Forza. Ritiratosi in esilio, Ulic ottiene infine la redenzione addestrando la figlia di Nomi, Vima Sunrider, all'uso della Forza, prima di essere ucciso da una Jedi in cerca di vendetta[26].

- Qorl è un pilota imperiale precipitato su Yavin IV durante la battaglia di Yavin e rimasto a vivere in isolamento sul satellite per 23 anni. Nella serie Giovani cavalieri Jedi incontra Jacen e Jaina Solo e li costringe a riparare il suo caccia, grazie al quale lascia la luna e si ricongiunge all'Accademia dell'Ombra e all'Impero. Durante una missione è colpito, precipitando nuovamente su Yavin IV, dove aiuta Anakin Solo durante la guerra degli yuuzhan vong nella serie The New Jedi Order.

- Ooryl Qrygg è un pilota gand del Rogue Squadron e il compagno di volo di Corran Horn nella serie di romanzi Star Wars: X-wing, con il quale prende parte a numerose missioni per conto della Repubblica.

- Danni Quee è una scienziata dell'Alleanza Galattica durante la guerra degli yuuzhan vong in The New Jedi Order. All'inizio del conflitto viene catturata dagli alieni per essere sacrificata ai loro dei, ma Jacen Solo la salva. Concentra poi i suoi sforzi nello studio degli yuuzhan vong e nella ricerca di un mezzo per contrastarli, che permettono all'Alleanza Galattica di interferire con le comunicazioni degli invasori e apportano un contributo decisivo alla guerra. In seguito Danni aiuta a scoprire il pianeta vivente Zonama Sekot e vi si ritira al termine del conflitto.

## R
- Vuffi Raa è un droide a forma di stella creato da una razza aliena di droidi per fungere da esploratore della galassia. Nella serie di romanzi The Lando Calrissian Adventures, Vuffi Raa incontra Lando Calrissian e ne diventa socio nel ruolo di copilota del Millennium Falcon.

- Qu Rahn è un Jedi ucciso da Jerec all'inizio del videogioco Star Wars Jedi Knight: Dark Forces II. Il suo spirito funge poi da guida a Kyle Katarn nel prosieguo del gioco.

- Alema Rar è una Jedi twi'lek durante la guerra degli yuuzhan vong in The New Jedi Order. Nella trilogia Dark Nest, Alema cade sotto il controllo mentale dei kilik, che stravolge definitivamente la sua già labile stabilità mentale e la fa volgere al lato oscuro. Alema tradisce quindi i Jedi, e viene ferita in combattimenti successivi da Luke Skywalker e dalla Principessa Leila, giurando vendetta. Nella serie Legacy of the Force, Jaina Solo, Zekk e Jagged Fel le danno la caccia e Fel infine la uccide.

- Ganner Rhysode è un Jedi del nuovo ordine Jedi nella serie di romanzi The New Jedi Order. Dal carattere impulsivo e sicuro di sé, Ganner diventa più umile dopo una missione contro gli yuuzhan vong in cui riporta una vistosa ferita sul volto. Messosi sulle tracce di Jacen Solo, Ganner viene catturato dagli yuuzhan vong e si sacrifica tenendo a bada centinaia di guerrieri vong per permettere la fuga del ragazzo.

## S
- T'ra Saa è una Jedi neti attiva negli ultimi secoli della Vecchia Repubblica. Nel corso della lunga vita garantitale dalla sua specie, Saa addestra numerosi Jedi, incluso Mace Windu. Partecipa alle guerre dei cloni nella serie a fumetti Star Wars: Republic e sopravvive la grande purga Jedi. In Star Wars: Eredità, Saa siede nel consiglio del nuovo ordine Jedi. Durante la seconda guerra civile galattica si sacrifica per abbattere gran parte della flotta Sith di Darth Krayt e permettere ai suoi alleati di mettersi in salvo.

- Naga Sadow è un signore oscuro dei Sith nel fumetto Le cronache dei Jedi. Dopo la morte del precedente signore oscuro Marka Ragnos, Naga sconfigge il suo rivale Ludo Kressh e lancia un'offensiva alla Vecchia Repubblica, passata alla storia come la grande guerra iperspaziale. Sconfitto però da un contrattacco di Ludo e dalle forze congiunte della Repubblica e dei Jedi, Naga è costretto a ritirarsi su Yavin IV, dove ricorre alle stregonerie Sith per trasformare i suoi servitori massassi in mostri e per prolungare la sua esistenza sotto forma di spirito. In questo stato addestra secoli dopo Freedon Nadd.

- Horton Salm è un ufficiale dell'Alleanza Ribelle. Dopo aver partecipato alla battaglia di Endor in qualità di pilota, Salm è promosso a generale e istruttore delle nuove squadriglie della Repubblica nella serie di romanzi Star Wars: X-wing e nei fumetti Ala-X Squadriglia Rogue. Nonostante i suoi dissidi con il capo del Rogue Squadron Wedge Antilles, Salm collabora con le forze aeree della Repubblica a numerose missioni contro l'Imperial Remnant.

- Wolf Sazen è un Jedi zabrak maestro di Cade Skywalker nel fumetto Star Wars: Eredità. Durante la guerra contro i Sith, Wolf viene ferito mortalmente da Darth Nihl ma è salvato provvidenzialmente da Cade. Nel prosieguo del conflitto combatte e sconfigge Darth Azard e Darth Stryfe, ma rimane a sua volta ucciso.

- Saba Sebatyne è una Jedi barabel del nuovo ordine Jedi. Nella serie di romanzi The New Jedi Order prende parte a numerose battaglie nella guerra degli yuuzhan vong e accompagna Luke Skywalker nella ricerca del pianeta senziente Zonama Sekot. Al termine del conflitto viene nominata cavaliere Jedi, prendendo come apprendista la Principessa Leila nella trilogia Dark Nest. Durante la seconda guerra civile galattica nella serie Legacy of the Force, Sebatyne siede nel consiglio Jedi, coordinando le operazioni dell'ordine. Quando Natasi Daala diviene capo di Stato dell'Alleanza Galattica in Fate of the Jedi, Sebatyne si trova in disaccordo con la sua politica e il sostegno riservatole dal nuovo gran maestro Jedi Kenth Hamner; affronta e uccide quindi in combattimento Hamner e lancia poi un colpo di Stato che porta al rovesciamento di Daala.

- Asyr Sei'lar è una pilota bothan del Rogue Squadron nella serie Star Wars: X-wing. Si unisce alla squadra dopo averla aiutata a riconquistare Coruscant dalle truppe imperiali. Ha una relazione con il compagno Gavin Darklighter, che tuttavia è malvista per il fatto che i due appartengono a razze diverse. Creduta morta nella battaglia di Distna, Asyr tuttavia sopravvive e con l'aiuto di Booster Terrik si impegna a cambiare la società bothan dal basso.

- Ben Skywalker è il figlio di Luke Skywalker e Mara Jade. Nato durante la guerra degli yuuzhan vong nel romanzo The New Jedi Order: Edge of Victory II: Rebirth, Ben trascorre la sua infanzia lontano dai genitori, impegnati negli scontri in qualità di Jedi, e viene invece accudito dagli zii Ian e Leila Solo. Al termine del conflitto, il dolore e la sofferenza che aveva percepito lo portano a isolarsi del tutto dalla Forza, fino a quando anni dopo nella trilogia Dark Nest, sotto la guida del cugino Jacen Solo, Ben si apre poco alla volta alla Forza e inizia il suo addestramento Jedi. Nella serie di romanzi Legacy of the Force, Ben partecipa attivamente alla Seconda Guerra Civile Galattica dalla parte dell'Alleanza Galattica, e quando Jacen rivela il suo passaggio al lato oscuro tenta più volte di fermarlo. Nella serie Fate of the Jedi accompagna suo padre Luke in esilio e lo aiuta a dare la caccia ad Abeloth, un'agente del caos e l'entità responsabile della conversione di Jacen. Durante la missione, Ben si innamora e avvia una relazione con la Sith Vestara Khai[27].

- Cade Skywalker è un pirata e contrabbandiere, protagonista della serie a fumetti Star Wars: Eredità. Discendente di Luke Skywalker e nipote di Nat Skywalker, Cade viene cresciuto come padawan da Wolf Sazen, ma dopo aver assistito alla traumatica uccisione del padre da parte dei Sith, volta le spalle alla sua eredità e si ritira a una vita da pirata insieme ai compagni Jariah Syn e Deliah Blue. Durante la guerra civile imperiale del 130 ABY, il signore oscuro dei Sith Darth Krayt percepisce la forza di Cade e tenta di convincerlo a passare al lato oscuro.

- Kol Skywalker è uno dei leader del nuovo ordine Jedi nella serie a fumetti Star Wars: Eredità. Da una relazione avuta con l'agente imperiale Morrigan Corde, Kol diventa padre di Cade Skywalker. Kol è il principale promotore del progetto Ossus, un tentativo operato dal consiglio Jedi di coinvolgere gli yuuzhan vong nella ricostruzione dei pianeti devastati dalla guerra. Durante la guerra Sith-imperiale, Kol viene ucciso dai Sith.

- Nat Skywalker è il fratello maggiore di Kol Skywalker e lo zio di Cade Skywalker. Noto anche con il nome di Bantha Rawk, Nat è un maestro del nuovo ordine Jedi nella serie a fumetti Star Wars: Eredità.

- Allana Solo è la figlia di Jacen Solo e Tenel Ka nella trilogia Dark Nest. A causa di un attentato ai suoi danni, i genitori decidono di mantenere segreta l'identità dell'infante. In seguito al passaggio di Jacen al lato oscuro in Legacy of the Force, Tenel affida Allana ai nonni Ian Solo e la Principessa Leila, che la fanno passare per un'orfana chiamata Amelia. Allana compare inoltre nella serie Fate of the Jedi.

- Anakin Solo è il figlio più giovane di Ian Solo e della Principessa Leila e il fratello minore di Jacen e Jaina Solo. È dotato di grande talento nella Forza, è un ottimo pilota e un abile meccanico. La sua nascita è mostrata nella serie a fumetti Star Wars: Dark Empire, mentre ancora infante appare nella trilogia dell'Accademia Jedi e nei romanzi The Crystal Star e The New Rebellion. All'età di 11 anni, Anakin entra a far parte dell'Accademia Jedi, e il suo addestramento e le avventure che vive in questo periodo sono ripercorse nelle serie Junior Jedi Knights e Giovani cavalieri Jedi. Terminata la sua educazione, Anakin viene promosso al grado di cavaliere Jedi e diviene apprendista personale di Luke Skywalker. Nella serie The New Jedi Order, Anakin ha un ruolo di rilievo nella guerra degli yuuzhan vong, ma perisce durante una missione per distruggere una fabbrica di cloni Voxyn[28].

- Jacen Solo è il figlio di Ian Solo e della Principessa Leila, fratello gemello di Jaina Solo e fratello maggiore di Anakin Solo. La sua nascita avviene nel romanzo Guerre stellari: L'ultima missione, durante gli ultimi scampoli del conflitto contro il Grand'ammiraglio Thrawn; nei suoi primi anni di vita, i genitori lo nascondono insieme a Jaina su diversi mondi sicuri, come New Alderaan e Anoth. Jacen e la sua gemella appaiono nella trilogia dell'Accademia Jedi e hanno un ruolo da protagonisti nella serie Giovani cavalieri Jedi, in cui tredicenni iniziano il loro addestramento Jedi. Da adolescente Jacen ha un carattere allegro, spensierato e burlone, mentre crescendo la sua personalità si fa più seria e introversa, e comincia a dedicarsi allo studio e all'interpretazione della Forza sotto il maestro Luke Skywalker. In The New Jedi Order viene catturato dagli yuuzhan vong, cadendo sotto l'influsso di Vergere che lo avvicina progressivamente al lato oscuro. In seguito alla sua fuga, Jacen partecipa alla riconquista di Coruscant, uccidendo il signore supremo Onimi e mettendo così fine alla guerra. Nella serie Legacy of the Force, Jacen cede al lato oscuro sotto gli insegnamenti della Sith Lumiya e assume il nome di Darth Caedus. Viene infine sconfitto e ucciso dalla gemella Jaina[29]. Jacen si è distinto come uno dei personaggi più popolari dell'universo espanso di Guerre stellari, a causa della sua grande influenza sulla storia e per il suo ruolo da cattivo al tempo stesso spaventoso e tragico[30][31].

- Jaina Solo è la figlia di Ian Solo e della Principessa Leila, la sorella gemella di Jacen Solo e sorella maggiore di Anakin Solo. La sua nascita avviene nel romanzo Guerre stellari: L'ultima missione, durante gli ultimi anni del conflitto contro il Grand'ammiraglio Thrawn; nei suoi primi anni di vita, i genitori la nascondono insieme a Jacen su diversi mondi sicuri, come New Alderaan e Anoth. Jaina e il suo gemello appaiono nella trilogia dell'Accademia Jedi e hanno un ruolo da protagonisti nella serie Giovani cavalieri Jedi, in cui tredicenni iniziano il loro addestramento Jedi. In The New Jedi Order, Jaina diventa l'apprendista di Mara Jade prima e Kyp Durron poi, effettuando rapidi progressi nell'uso della Forza e affinando le sue abilità da pilota tra le file del Rogue Squadron; avvia inoltre una relazione con il compagno Jagged Fel che in seguito sposerà. Ricopre un ruolo di rilievo nella guerra degli yuuzhan vong, sconfiggendo personalmente il signore della guerra Tsavong Lah e guidando le forze della Repubblica alla riconquista di Coruscant. Nella trilogia Dark Nest Jaina cade sotto il controllo mentale dei killik e viene coinvolta nella guerra tra gli insettoidi, i chiss e i Jedi. Nella serie Legacy of the Force, Jacen cede al lato oscuro e Jaina si prodiga per fermarlo. Dopo essersi sottoposta agli allenamenti di Boba Fett, la ragazza sconfigge il gemello in combattimento e lo uccide[32].

- Kam Solusar è un Jedi convertito forzatamente al lato oscuro, ma riportato alla luce da Luke Skywalker nella serie a fumetti Star Wars: Dark Empire. Compare nella trilogia dell'Accademia Jedi e nelle serie di romanzi Giovani cavalieri Jedi, Junior Jedi Knights e The New Jedi Order come insegnante e tutore delle giovani generazioni di Jedi insieme a sua moglie Tionne. Al termine della guerra degli yuuzhan vong, Kam viene eletto rappresentante del consiglio Jedi, ruolo che riveste in Legacy of the Force e Fate of the Jedi.

- Streen è un estrattore di gas ritiratosi a vivere in isolamento a causa della sua sensibilità alla Forza che gli fa percepire pensieri ed emozioni delle persone intorno a lui. Nella trilogia dell'Accademia Jedi, su proposta di Luke Skywalker si iscrive all'accademia Jedi per imparare a controllare il suo potere e viene ammesso nella classe inaugurale. Al termine del suo addestrameno rimane attivo nel praxeum come istruttore. In The New Jedi Order aiuta a proteggere gli studenti durante l'invasione degli yuuzhan vong.

- Nomi Sunrider è la moglie di Andur Sunrider e la madre di Vima Sunrider nel fumetto Le cronache dei Jedi. Quando Andur viene assassinato da agenti di Bogga the Hutt, Nomi decide di impugnare la sua spada laser e iniziare l'allenamento Jedi sotto i maestri Thon e Vodo-Siosk Baas. In seguito, Nomi fa parte della squadra inviata su Onderon per sedare l'insurrezione naddista, durante la quale conosce e avvia una relazione con il compagno Ulic Qel-Droma. Durante la grande guerra Sith, tuttavia, Nomi deve assistere al passaggio al lato oscuro di Ulic ed è costretta a utilizzare i suoi poteri per troncare la connessione dell'uomo con la Forza.

## T
- Siri Tachi è la padawan di Adi Gallia in Star Wars: Jedi Apprentice. Segue il suo addestramento Jedi insieme a Obi-Wan Kenobi, con cui avvia anche una relazione che però decidono di interrompere per seguire la retta via Jedi. Nella serie Jedi Quest prende come Padawan Ferus Olin. Muore durante una missione su Azure insieme a Obi-Wan nel romanzo Secrets of the Jedi[33].

- Darth Talon è una Sith twi'lek braccio destro di Darth Krayt nel fumetto Star Wars: Eredità. Viene incaricata di catturare e allenare Cade Skywalker al lato oscuro, prima che il giovane abbandoni il One Sith. In seguito combatte al fianco di Krayt contro l'usurpatore Darth Wyyrlok.

- Tahl è una Jedi custode degli archivi e l'interesse romantico di Qui-Gon Jinn nelle serie Star Wars: Jedi Apprentice e Star Wars: Jedi - The Dark Side. Durante una missione diplomatica su Melida/Daan viene imprigionata e torturata, perdendo l'uso della vista. Tahl riesce tuttavia a compensare la carenza con i suoi sensi rimanenti accentuati dall'uso della Forza e torna attiva nell'ordine Jedi prendendo come padawan Bant Eerin. Viene incaricata di indagare sul gruppo ribelle degli Absolutes, ma è catturata e soccombe alle torture prima che Qui-Gon riesca a salvarla.

- Leonia Tavira è la più giovane Moff dell'Impero Galattico e un'avversaria del Rogue Squadron nel fumetto Ala-X Squadriglia Rogue. Dopo aver perso il controllo del pianeta Eiattu VI, Tavira raccoglie attorno a sé una coalizione di pirati, la quale nel romanzo Io, Jedi si rende responsabile della cattura di Mirax Terrik. Durante la liberazione della donna da parte di Corran Horn, Tavira viene messa in fuga dal Jedi.

- Treuten Teradoc è uno dei signori della guerra che prendono il potere dopo la disgregazione dell'Impero in seguito alla battaglia di Endor. Appare nel romanzo L'arma segreta e viene menzionato nella serie Star Wars: X-wing. Dopo anni di scontri, viene ucciso insieme ai restanti signori della guerra da Natasi Daala.

- Booster Terrik è un contrabbandiere corelliano padre di Mirax Terrik. Collabora a più riprese con il Rogue Squadron nella serie Star Wars: X-wing. In The New Jedi Order, Booster protegge i giovani apprendisti Jedi dall'attacco degli yuuzhan vong. Compare in seguito nelle serie Legacy of the Force e Fate of the Jedi.

- Mirax Terrik è una contrabbandiera figlia di Booster Terrik. Nella serie Star Wars: X-wing collabora con il Rogue Squadron alla liberazione di Coruscant; durante questo periodo conosce e sposa il pilota Corran Horn. Nel romanzo Io, Jedi, Mirax viene rapita da pirati e liberata da Corran e Luke Skywalker. In seguito all'ingresso del marito nel nuovo ordine Jedi, Mirax prosegue la sua attività di commercio e contrabbando mettendosi spesso al servizio dei Jedi in The New Jedi Order, Legacy of the Force e Fate of the Jedi.

- Darra Thel-Tanis è la padawan di Soara Antana nella serie di romanzi Jedi Quest. Durante una missione su Korriban, la sua spada laser ha un malfunzionamento e Darra non riesce a difendersi da un colpo di blaster di Granta Omega, al quale soccombe.

- Tholme è un Jedi attivo negli ultimi anni della Repubblica, comparso nelle serie a fumetti Star Wars: Republic e Star Wars: Jedi. Scopre e allena Quinlan Vos, collaborando in seguito con lui all'installazione di numerose reti spia per la galassia. Durante le guerre dei cloni affronta il Conte Dooku, ma viene sconfitto e ferito a una spalla, a una gamba e a un occhio. Tholme architetta una missione di infiltrazione di Quinlan Vos tra i ranghi separatisti, ma quando il suo allievo cede realmente al lato oscuro lo affronta su Saleucami riuscendo infine a farlo tornare alla ragione. Insieme alla sua amante T'ra Saa, Tholme riesce poi a sopravvivere alla grande purga Jedi nascondendosi su Kashyyyk.

- Thon è un Jedi di razza e origini sconosciute che instrada Nomi Sunrider e la figlia Vima alle vie della Forza nella serie a fumetti Le cronache dei Jedi.

- Raynar Thul è un Jedi del nuovo ordine Jedi. Viene introdotto nella serie di romanzi Giovani cavalieri Jedi come un ricco e viziato ereditiero che si sottopone all'addestramento Jedi. Durante la guerra degli yuuzhan vong in The New Jedi Order, prende parte alla missione su Myrkr per distruggere la regina dei voxyn, ma la sua nave viene danneggiata e precipita su un pianeta popolato da killik, che gli salvano la vita ma lo assoggettano al loro volere nella trilogia Dark Nest. Al fianco del nido, Raynar muove guerra ai chiss e ai Jedi, che si conclude con la sua sconfitta da parte di Luke Skywalker. Curato e reintegrato nell'ordine, in Fate of the Jedi Raynar accetta di tornare dai killik per apprendere di più sull'entità oscura che sta infestando la galassia, finendo nuovamente sotto il loro controllo e venendo liberato solo al termine del conflitto con Abeloth e i Sith.

- Kirana Ti è una strega di Dathomir diventata Jedi nel nuovo ordine Jedi. Viene introdotta nel romanzo Un amore per la principessa, mentre nella trilogia dell'Accademia Jedi viene mostrato il suo addestramento. Al termine della guerra degli yuuzhan vong, Kirana torna su Dathomir per fondare un'accademia Jedi e continua a sostenere l'ordine durante la crisi dei killik e la seconda guerra civile galattica.

- Tionne è una Jedi, studiosa di storia e custode del sapere dell'antico ordine Jedi. Compare nella trilogia dell'Accademia Jedi e nelle serie di romanzi Giovani cavalieri Jedi, Junior Jedi Knights e The New Jedi Order come insegnante e tutrice delle giovani generazioni di Jedi insieme a suo marito Kam Solusar. Al termine della guerra degli yuuzhan vong, Tionne viene eletta rappresentante del consiglio Jedi, ruolo che riveste in Legacy of the Force e Fate of the Jedi.

- Triclops è il figlio illegittimo di Palpatine nella serie Jedi Prince; un mutante con un terzo occhio posto sulla nuca. Avvertendo che poteva diventare un adepto del lato oscuro perfino più potente di lui, Palpatine lo esilia e lo fa sottoporre a ogni genere di terapia e tortura, fino a renderlo pazzo; Triclops viene quindi spedito all'istituto psichiatrico imperiale di Kessel per lavorare nelle miniere di spezia. Qui ha un figlio dall'infermiera e principessa Jedi Kendalina, che chiama Ken, ma che gli viene sottratto per essere addestrato nella Città Perduta dei Jedi. In seguito, Triclops si unisce per qualche tempo all'Alleanza Ribelle, per poi fuggire e far perdere le proprie tracce.

- Trioculus è un mutante con un terzo occhio sulla fronte, autoproclamatosi figlio di Palpatine nella serie Jedi Prince per via della caratteristica che lo accomuna a Triclops. Opera come schiavista nelle miniere di spezia di Kessel. Trioculus tenta di procurarsi il guanto di Dart Fener perso durante il combattimento con Luke Skywalker sulla Morte Nera II, che si dice conferisca un grande potere al suo utilizzatore, ma viene infine ucciso da una replica della Principessa Leila.

## V
- Shado Vao è il padawan twi'lek di Kol Skywalker nel fumetto Star Wars: Eredità. Dopo la morte del maestro nell'attacco Sith a Ossus, Shado trascorre diversi anni nascosto per terminare il suo addestramento. In seguito unisce le sue forze a Cade Skywalker e Wolf Sazen per contrastare i Sith.

- Tahiri Veila è una compagna di corso, amica e amata di Anakin Solo durante la serie Junior Jedi Knights. Nata su Tatooine e rimasta orfana all'età di tre anni, Tahiri viene cresciuta dai tusken, per poi essere scoperta dal Jedi Tionne e portata al Praxeum di Luke Skywalker per iniziare il suo addestramento. In The New Jedi Order, Tahiri viene catturata dagli yuuzhan vong e trasformata in un ibrido tra le due specie, soccombendo a una nuova personalità chiamata Riina Kwaad. Grazie all'intervento di Anakin il processo viene però interrotto anzitempo, e Tahiri rimane fedele all'ordine Jedi oltre ad acquisire la capacità di capire e parlare la lingua degli yuuzhan vong. Nella serie Legacy of the Force, Tahiri cede alle promesse di Darth Caedus di poter riportare in vita Anakin e diventa sua discepola. Per ordine del suo maestro, Tahiri uccide il capo di Stato Gilad Pellaeon, ma in seguito abbandona anche i Sith, vivendo per alcuni anni da reietta. In Fate of the Jedi, al termine di questo periodo, Tahiri ricopre per qualche tempo il ruolo di Mano dell'Imperatore per Jagged Fel, prima di tornare tra i ranghi dell'ordine Jedi nella lotta contro i Sith e Abeloth.

- Tru Veld è un padawan nella serie Jedi Quest. La sua rivalità con Anakin Skywalker provoca la morte della compagna Darra Thel-Tanis. Viene elevato a cavaliere Jedi e prende parte alle guerre dei cloni, in cui trova la morte con l'emissione dell'ordine 66.

- Vergere è una Jedi fosh, e probabile adepta Sith, inviata dal consiglio negli anni della Repubblica Galattica a investigare l'attacco al pianeta Zonama Sekot e lì catturata dagli yuuzhan vong. Vergere trascorre cinquant'anni con gli alieni, fino a quando si unisce al corpo di spedizione per l'invasione della galassia nella serie The New Jedi Order. Durante una missione, cattura Jacen Solo e lo tortura, instillando in lui i primi insegnamenti che lo faranno passare al lato oscuro. Durante la battaglia su Ebaq IX, Vergere ritorna al lato chiaro della Forza, e si sacrifica, uccidendo molti yuuzhan vong per salvare Jacen[34].

- Vima-Da-Boda è una Jedi decaduta discendente di Nomi Sunrider. Sopravvive la grande purga Jedi perdendo tuttavia la sua connessione con la Forza. Nel fumetto Star Wars: Dark Empire, Vima racconta alla Principessa Leila dell'antico ordine Jedi, le spiega il funzionamento degli holocron e la instrada all'utilizzo della Forza.

- Komari Vosa è una padawan del Conte Dooku passata al lato oscuro e l'antagonista principale del videogioco Star Wars: Bounty Hunter. Quando Vosa diventa leader della setta Bando Gora, attira l'attenzione di Palpatine, il quale temendo che possa rappresentare un ostacolo ai suoi piani, ordina a Dooku di eliminarla insieme al suo culto. Jango Fett riesce nell'impresa di ucciderla, venendo così scelto come prototipo per la creazione dell'esercito di cloni[35].

## W
- Welk è un Jedi Oscuro apprendista di Lomi Plo in The New Jedi Order. I due sono catturati dagli yuuzhan vong durante l'invasione della galassia, ma riescono a mettersi in salvo a bordo di una nave rubata prima di schiantarsi sul pianeta Yoggoy abitato da killik. Nella trilogia Dark Nest Welk e Lomi creano il covo Gorog e danno inizio a un conflitto con i chiss e i Jedi. Welk è infine ucciso in combattimento da Luke Skywalker.

- Winter è una donna cresciuta come sorella adottiva della Principessa Leila durante gli anni dell'Impero Galattico e che fa frequenti apparizioni nelle opere dell'Universo espanso. Serve l'Alleanza Ribelle e la Nuova Repubblica in vari ruoli, primariamente come spia e agente d'intelligence. A causa del suo legame con Leila, Winter accudisce i Jacen, Jaina e Anakin durante i loro primi anni di vita quando Leila è impegnata in altre missioni. Ha una lunga relazione con Tycho Celchu, che infine sposa[36].

- Darth Wyyrlok è un Sith chagrian membro della setta One Sith e consigliere e braccio destro di Darth Krayt nel fumetto Star Wars: Eredità. In seguito alla battaglia di Had Abbadon tradisce e assassina Krayt, nominandosi nuovo imperatore in sua vece e continuando il suo operato. Tuttavia Krayt torna in vita e guida un attacco al tempio Sith di Coruscant, dove uccide Wyyrlok in combattimento.

## X
- Xanatos è un padawan di Qui-Gon Jinn e padre di Granta Omega. Assetato di gloria e ricchezze, si unisce a suo padre Crion per assumere il controllo del loro pianeta, ma quando Qui-Gon si schiera dalla parte del popolo e uccide Crion, Xanatos giura vendetta, attaccando a più riprese il suo ex maestro e il suo nuovo padawan Obi-Wan Kenobi nella serie di romanzi Star Wars: Apprendista Jedi. Infine sconfitto, preferisce suicidarsi piuttosto che cadere nelle mani dei suoi avversari.

- Il Principe Xizor è un falleen a capo dell'organizzazione criminale Sole Nero e della società di trasporti Xizor Trasporti Interstellari nella serie L'ombra dell'Impero. Caratterizzato da un fare raffinato ed elegante, ma anche astuto e brutale, Xizor figura tra gli individui più potenti della galassia nel periodo successivo alla battaglia di Hoth. Possiede l'abilità di emanare feromoni per attirare individui di sesso femminile. Tenta di assassinare Luke Skywalker per screditare Dart Fener e prendere il suo posto come discepolo di Palpatine, ma il suo piano fallisce e Xizor rimane ucciso nell'esplosione della sua base ad opera di Fener[37].

- Qui Xux è una progettista di armi imperiale, che contribuisce tra l'altro alla creazione della Morte Nera e del Disintegratore Stellare. Dopo un incontro con Ian Solo, Qui apre gli occhi sull'utilizzo distruttivo delle sue armi effettuato dall'Impero, e passa dalla parte della Nuova Repubblica. Compare nella trilogia dell'Accademia Jedi, Io, Jedi, L'arma segreta, Star Wars: X-wing: Starfighters of Adumar e The New Jedi Order.

## Z
- Jenna Zan Arbor è una scienziata folle e megalomane dedita allo studio della Forza nelle serie di romanzi Star Wars: Apprendista Jedi, Jedi Quest e The Last of the Jedi. Per fare ciò cattura e tortura numerosi Jedi, prima di essere arrestata per i suoi crimini. Liberatasi, collabora con la Confederazione dei Sistemi Indipendenti per lo sviluppo di nuove tecnologie.

- Zekk è un orfano predisposto all'uso della Forza nella serie Giovani cavalieri Jedi. Viene reclutato dall'Accademia dell'Ombra, che lo fa diventare un Jedi Oscuro, ma in seguito si unisce al nuovo ordine Jedi. Compare in seguito in The New Jedi Order, in cui partecipa alla guerra degli yuuzhan vong, e nella trilogia Dark Nest, in cui cade sotto il controllo mentale dei killik e viene coinvolto nella guerra tra gli insettoidi, i chiss e i Jedi. In Legacy of the Force aiuta Jaina e Jagged Fel a dare la caccia ad Alema Rar, per poi scomparire e riapparire in Fate of the Jedi, sposato con Taryn Zel.

- Zorba the Hutt è un gangster hutt padre di Jabba the Hutt. A causa della sua inettitudine negli affari, Zorba viene emraginato dagli Hutt e infine catturato e imprigionato dalle forze di giustizia per via delle sue attività criminali. Liberato in seguito alla battaglia di Endor, Zorba scopre che Jabba è stato nel frattempo ucciso dalla Principessa Leila, e le giura vendetta. Nella serie di romanzi Jedi Prince, Zorba vince al gioco Città delle nuvole da Lando Calrissian e a capo delle forze di polizia della città affronta Trioculus per strapparle Leila.

- Il signore della guerra Zsinj è un leader che comanda il settore più grande e potente fra i territori formatisi dopo la disgregazione dell'Impero a seguito della battaglia di Endor. Viene introdotto nel romanzo Un amore per la principessa, ma ha un ruolo maggiore nella serie Star Wars: X-wing, in cui Ian Solo guida una vasta flotta della Repubblica a dargli la caccia. Dopo aver evaso la cattura in varie occasioni, Zsinj è infine ucciso da Ian.